# Aquaria (Computerspiel)
Aquaria ist ein Indie-Computerspiel des Action-Adventure-Genres, das von der Firma Bit Blot, LLC entwickelt und im Jahr 2007 für Microsoft Windows, 2008 für Mac OS, 2010 für Linux und 2011 für iOS veröffentlicht wurde.

## Spielprinzip
Aquaria gehört dem Genre der Action-Adventures an, ist in 2D gehalten und benutzt die Seitenperspektive zur Darstellung des Spielgeschehens, welches fast ausschließlich in einer riesigen Unterwasserwelt mit unterschiedlichen Regionen und Bauwerken (z. B. Tempel) stattfindet. Der Spieler kann verschiedene Angriffs- und Verteidigungszauber einsetzen, welche im Laufe des Spiels gesammelt werden. Hierzu wird in der Regel immer zuerst eine Melodie erlernt, die der Spieler dann durch das folgerichtige Drücken von farbigen Symbolen erklingen lassen muss. 
Weiters sind Gestaltwandel sowie die Interaktion mit verschiedensten Lebewesen und Objekten in der Welt möglich und notwendig. Das freie Erkunden der virtuellen Welt ist ein wesentlicher Bestandteil des Spielprinzips, da es hier keine Aufgabenstellungen gibt und der Spieler somit nur durch das Entdecken neuer Regionen und Gegenstände in der Geschichte weitergeführt wird. Hierzu ist es oft notwendig, mit neu erlernten Fähigkeiten bereits besuchte Gegenden erneut aufzusuchen, um dort beispielsweise vorher versperrte Wege zu öffnen. Deswegen und auch weil man die meiste Zeit verschiedene Richtungen und Wege entlang schwimmen kann, ist das Spiel nicht linear. Neben den normalen freundlich und sehr oft weniger freundlich gesinnten Kreaturen treten in Abständen auch sogenannte Bossgegner auf, die zur Strecke gebracht werden müssen, um im Spiel fortschreiten zu können. Aquaria enthält einige Rollenspielelemente, wie das Sammeln von Objekten in einem Inventar oder das Herstellen von Speisen durch das Mischen verschiedener Zutaten.

## Hintergrundgeschichte
Der Spieler steuert Naija, eine junge Meerjungfrau, welche sich auf der Suche nach ihrer Vergangenheit befindet. Im Verlauf des Spiels setzt sich Naijas verlorenes Gedächtnis durch einzelne Puzzleteile wieder zusammen. Doch die Suche nach ihrer Geschichte gestaltet sich schwierig, denn je weiter sie sich aus den vertrauten Gefilden wagt, desto gefährlicher wird ihr Vorhaben. Feinde müssen besiegt, Verbündete gewonnen und Rätsel gelöst werden.

## Spieltechnik

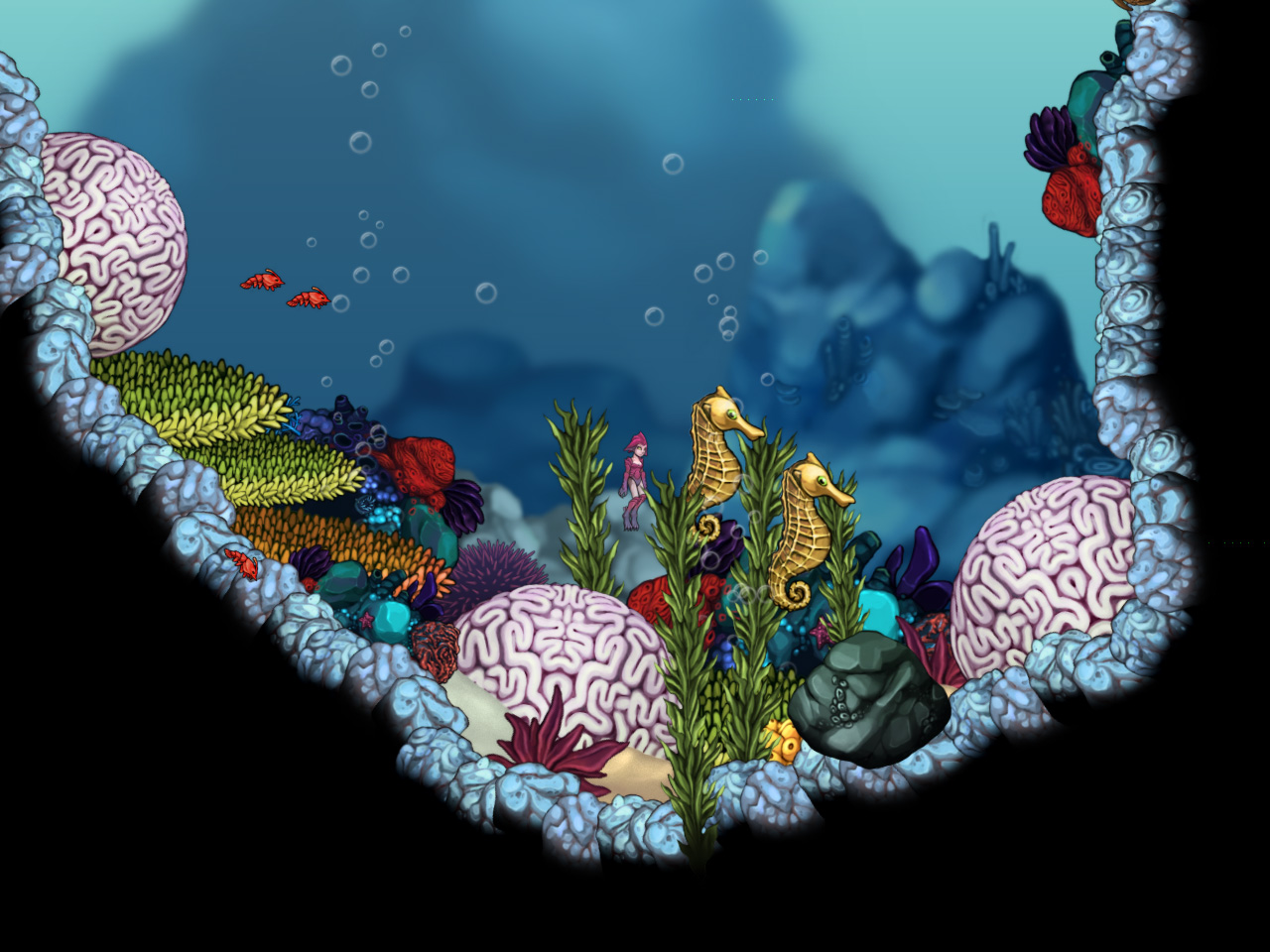
Screenshot von Aquaria

Aquarias Grafiken wurden handgezeichnet und besitzen einen bunten, comicartigen Stil. Verschiedene Licht- und Spezialeffekte tragen zur dichten Atmosphäre in der Unterwasserwelt bei. Das Gleiche gilt für die Musikuntermalung des Spiels, welche zum größten Teil ruhig und klassisch gehalten ist. Sprachausgabe ist nur in Form von Naijas Stimme vorhanden. Das Spiel wird zusammen mit dem originalen Leveleditor geliefert, der es dem Anwender ermöglicht, eigene Welten zu kreieren.

## Entwicklungsgeschichte
An der Entwicklung des Spiels, welche über zwei Jahre in Anspruch genommen hat, waren zwei Personen beteiligt. Für die Entwicklung der Spiel-Engine war Alec Holowka zuständig. Dieser arbeitete ebenfalls an den Grafiken mit und war des Weiteren für die Toneffekte verantwortlich. Derek Yu übernahm die Aufgabe der Erstellung der Grafiken und Artworks zum Spiel.
Aquaria wurde als Download-Version in der Digitalen Distribution in Form einer Setup-Exe veröffentlicht. Ebenfalls als Download ist das Spiel über die Plattform „Steam“ veröffentlicht worden. Über eine Retail-Version wurde nachgedacht, jedoch ist diese bis dato nicht produziert worden. Der Original-Soundtrack ist als Musik-CD veröffentlicht worden.

### Portierungen
Die Macintosh-Version wurde 2008 von Ambrosia Software veröffentlicht. Im Jahr 2009 wurde von Ryan C. Gordon eine Linux-Version für das Humble Indie Bundle portiert. Auch der Quelltext des Spiels wurde daraufhin unter der GNU General Public License veröffentlicht. Im November 2011 erschien das Spiel auch im App Store für das iPad. Diese iPad-Version stammt von Andrew Church, der von Holowka angefragt wurde, diese Portierung durchzuführen, nachdem Church eine inoffizielle PlayStation-Portable-Version erstellt hatte. Später erschienen auf Basis des verfügbaren Quelltextes auch Community-Patches, welche versuchen, verbliebene Bugs zu beheben und das Spiel weiter verbessern.

## Rezeption

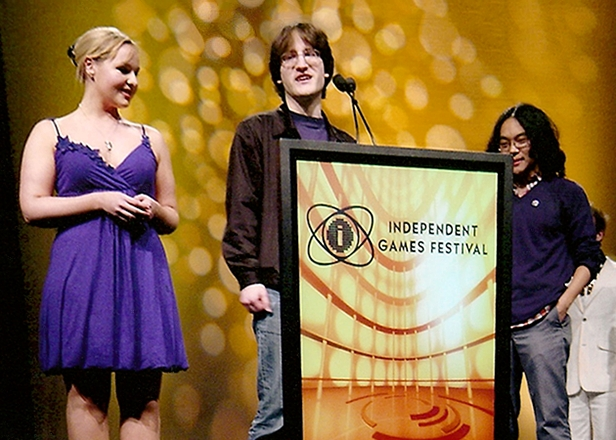
(von links nach rechts) Jenna Sharpe, Alec Holowka und Derek Yu bei der Verleihung des IGF-Hauptpreises an Aquaria im Jahre 2007

Aquaria wurde 2007 auf dem Independent Games Festival mit dem „Seumas McNally Grand Prize“ für das beste Indie-Spiel ausgezeichnet. Dort war es auch in den Kategorien „Design Innovation“, „Excellence in Audio“ und „Excellence in Visual Art“ nominiert. Auch in der Fachpresse sowie der Spielergemeinschaft wurde das Spiel größtenteils positiv aufgenommen.